# Pedro María Olano
Pedro María Olano Odriozola (San Sebastián, Guipúzcoa, España, 6 de agosto de 1969) es un exfutbolista español que se desempeñaba como delantero.

## Clubes
| Club        | País   | Año       |
| ----------- | ------ | --------- |
| S. D. Eibar | España | 1995-2001 |